# マルティアヌス・ミンネウス・フェリクス・カペッラ
マルティアヌス・ミンネウス・フェリクス・カペッラ (羅:Martianus Minneus Felix Capella、365年頃 - 440年頃) は、古代末期の非キリスト教徒（異教徒）の著述家で、初期中世の教育を構成した自由七科の体系を発展させた最初の人物の一人。マルティアヌス・カペッラと呼ばれることが多い。主著は『フィロロギアとメルクリウスの結婚について』(羅:De nuptiis Philologiae et Mercurii)。
月のクレーターのカペッラは彼にちなんで名づけられた。

## 生涯
カッシオドルスによれば、彼はアプレイウスと同じくアフリカ属州マダウルス(現在のアルジェリアスーク・アフラース県に属する)の出身で、カルタゴで法学の教育を受けたともいわれる。
5世紀前半に活動し、教育史、文献学史、科学史において基本的な文献である有名な著作『フィロロギアとメルクリウスの結婚について』を、410年のアラリック1世によるローマ略奪 (410年)の前に書いた。このことは彼自身が言及しているために明らかである。一方、知られている限りでは429年のヴァンダル人による北アフリカ征服よりは前に書かれたようだ。修辞学教授のセクルス・メモル・フェリクスは「最も退廃した規範から」彼が働いていたという記録書の一巻(あるいは多くの写本の内に二巻)の末尾に記された彼の個人的な署名をローマで受け取っている。

## 『結婚』

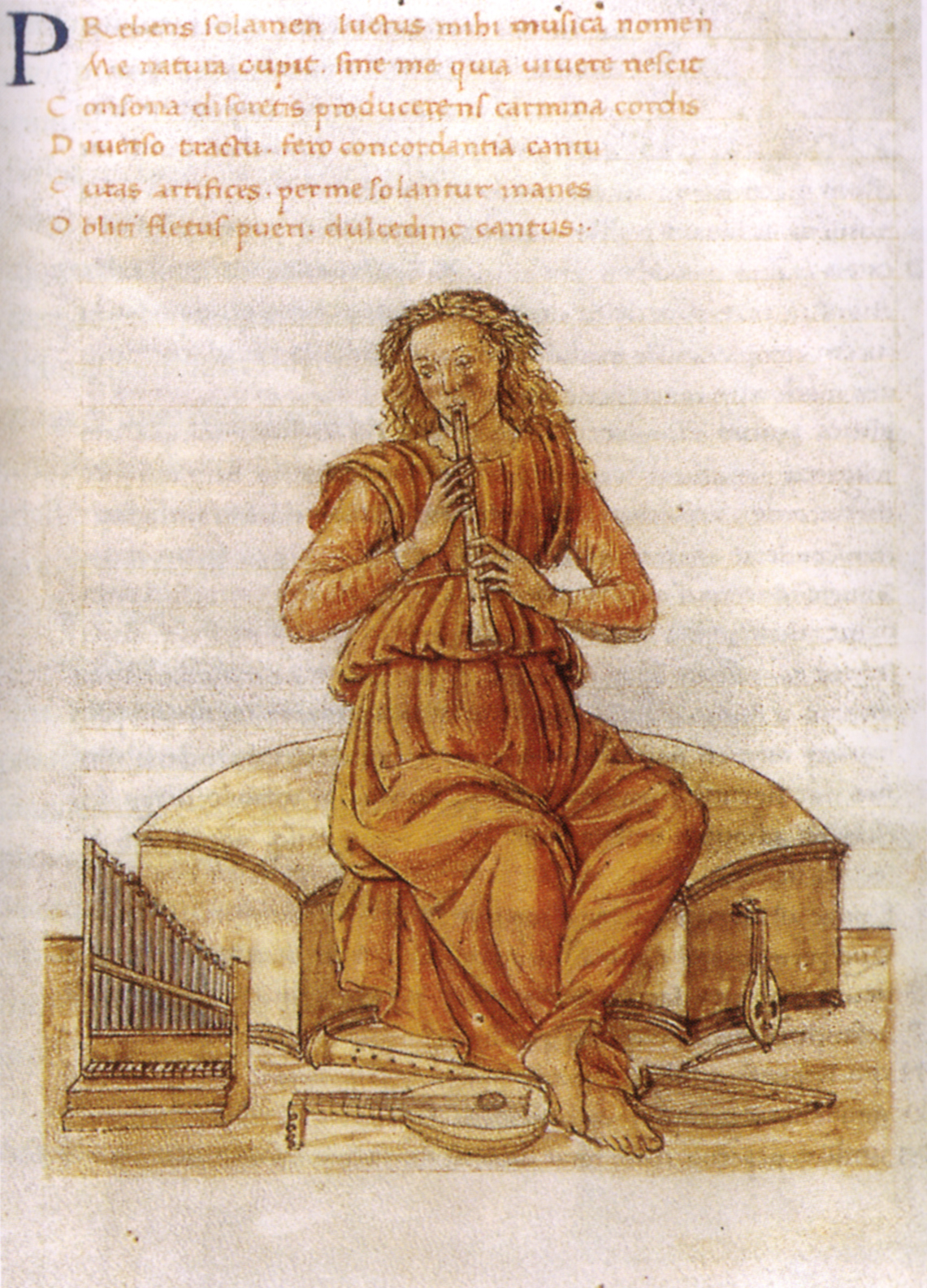
『フィロロギアとメルクリウスの結婚について』より

『フィロロギアとメルクリウスの結婚について』は『七つの学科』(羅:De septem disciplinis)あるいは『サテュリコン』(羅:Satyricon)と呼ばれることもある百科事典的な作品で、散文と精緻な引喩を含む韻文とを混合した文体で書かれた趣向を凝らした教訓的なアレゴリーである。言い換えれば、マルクス・テレンティウス・ウァロのメニッポス風風刺と同じ文体で書かれたプロシメトルム（英語: Prosimetrum）である、とも言える。また、本書の文体は、言葉数が多く、隠喩や一般的でない表現に満ちている、といったものである。本書は、5世紀のキリスト教化されて以降のローマ帝国から12世紀ルネサンスまでの公的機関での教育の表準的な形式が決まるうえで重要な役割を果たした。ここでいう形式には中世に知識を表現する手段としてアレゴリー(特に擬人化)が好んで使われたことが含まれ、自由七科を通じてそれは涵養された。
本書はその梗概にマルティアヌス・カペッラの生前のより狭くなった古典文化を包含しており、彼の息子に捧げられた。初めの二巻に含まれる枠物語は乙女フィロロギア(学問の擬人化、字義的には「言葉への愛」の意)に対するメルクリウス(知性あるいは利益の追求)の求婚と結婚を取り扱っている。物語の中でメルクリウスは「知恵」、「占い」、「魂」に反論され、フィロロギアは神々、ムーサイ、七美徳、カリスの庇護のもと不死となる。本書のタイトルは知的な利益の追求(メルクリウス)と言葉を通じた学問(フィロロギア)との寓話的な結合を指している。
結婚式の引き出物の中にはフィロロギアに奉仕することになる七人のメイドがいた。彼女らは自由七科、つまり、文法学(子供の文法的な誤りを切り取るナイフを持った老女)、弁証術、修辞学(詞藻で飾られたドレスを着て論敵を攻撃する方法で武装した背の高い女性)、幾何学、算術、天文学、音楽を象徴している。これらの象徴は記憶術の象徴のやり方によく合致しているとフランセス・イェイツは指摘している。自由七科の各科を紹介するとともに、彼女は自分の考える学問の原理を持ち出し、それによって自由七科の総括を行う。他の二つの技芸、つまり建築学と医学は饗宴で登場するが、これらは地上の物事を扱う学問なので、天上の神的な存在の集会では沈黙を保つことになっていた。
本書の各巻はより古い著述家の作品の梗概もしくは抜粋となっている。主題の論じ方はウァロの『原理』、さらにはウァロの行った建築学と医学に対する言及にまで遡る伝統に則ったものになっている。マルティアヌス・カペッラの時代にはこの論じ方は知能が高い奴隷たちが技術的な物事に対して使うものであって、身分の高い物たちが使う論じ方ではなかった。古典時代のローマのカリキュラムは―主にマルティアヌス・カペッラの著書を通じて―中世にも存続しており、キリスト教によって多少は修正されたものの大きな変更がなされることはなかった。詩の部分は全体として正しく、古典的に構成されており、ウァロのものの焼き直しであった。

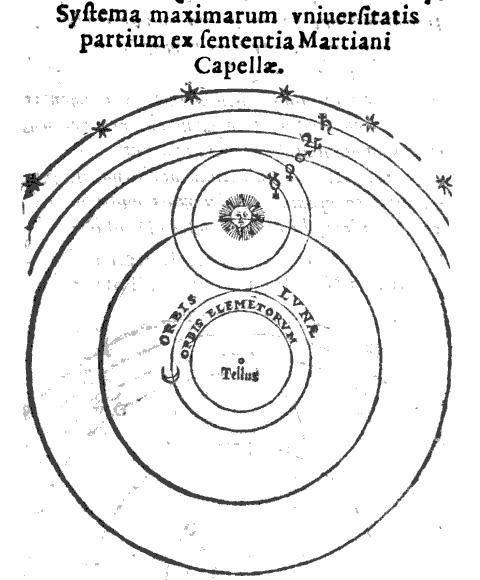
マルティアヌス・カペッラの地球-太陽中心説をヴァレンティン・ナボットが図示したもの。1573年。

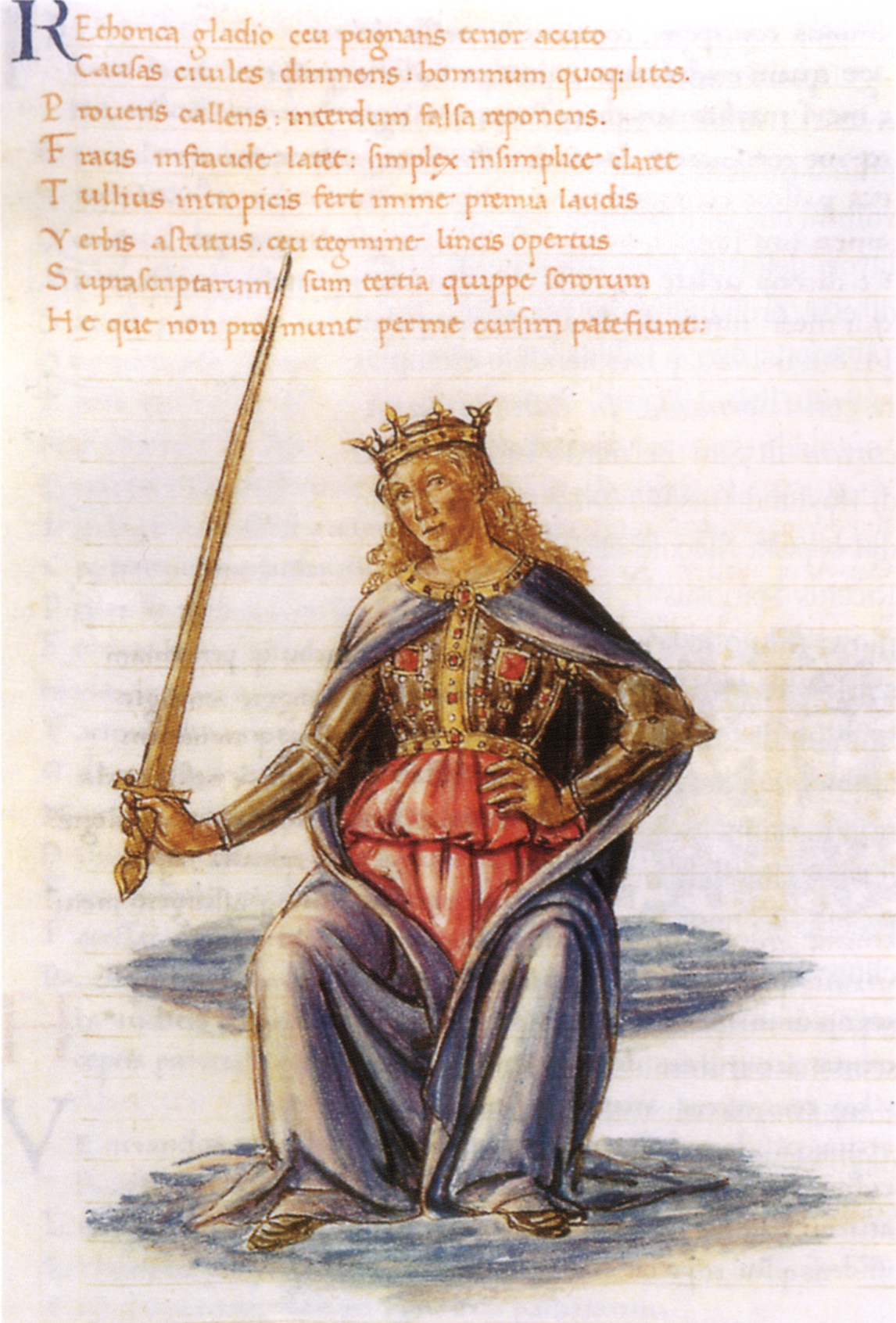
『フィロロギアとメルクリウスの結婚について』より

第八巻では修正天動説について述べられている。その説では地球は宇宙の中心で静止しておりその周囲を月、太陽、三つの惑星と恒星が地球の周囲を回り、水星と金星が太陽の周囲を回っている。この説はコペルニクスが『天球の回転について』で敬意をもって紹介している。

### 影響
マルティアヌス・カペッラはその著作の評判の点で最もよく理解されている。彼の著作は中世初期を通じて読まれ、教えられ、注釈されており、初期中世、カロリング朝ルネサンスの時代のヨーロッパの教育を方向付けた。
5世紀終わりごろに、もう一人のアフリカ人フルゲンティウスがマルティアヌス・カペッラの著作をモデルにして自身の著作を書いた。膨大な数の写本―あるセクルス・メモル・フェリクスによって書かれたもの。彼は編集版を作成しようとした―に見いだされる言及によって、534年ごろに『結婚』の緻密で複雑な文章がすでに筆写上の過ちによって救いようのないほど崩壊していたことが分かっている(セクルス・メモルの著作は9世紀に書かれた『an impressive number of extant books』の文章のもとになっている可能性があるとマイケル・ウィンターボトムが主張している)。もう一人の6世紀の著述家、トゥールのグレゴリウスは、マルティアヌス・カペッラの著作がすでに実質的に学校のマニュアルになっていたと証言している。クラウディオ・レオナルディ(1959年)は、『結婚』の241の写本の目録を作成しており、中世を通じてこの本が流行していたことを証明している。中世には『結婚』に対して夥しい数の注釈が行われた。例えば、ヨハネス・スコトゥス・エリウゲナ、ハドアルドゥス、ネッカムのアレクサンダー、オセールのレミが注釈を行っている。11世紀にはドイツの修道僧ノートカー・ラベオーが最初の二巻を古高ドイツ語に翻訳した。スコラ学の上に新たな学問体系が樹立されるまでは、マルティアヌスが古代の学問を中世に伝えるうえで重要な役割を果たした。13世紀に至っても、マルティアヌスは天文学研究の作用因でありつづけた。
近代の解釈者たちはマルティアヌスの思想に中世ほど関心を払わなくなり、「光を除けば、彼の著作はアルテス・リベラーレスについて知ることは重要だと他の時代・場所の誰が思うかに頼っていた。C・S・ルイスは『愛とアレゴリー』で、『bee orchid(ランの一種)やキリンを生み出した宇宙もマルティアヌス・カペッラ以上に奇妙な存在を生み出すことはなかった』と述べている。」
『結婚』の初めて印刷されたものはフランキスクス・ウィターリス・ボディアヌスが編集したもので、1499年にヴィチェンツァで刷られたものである。この本のより後の時代の版はより古い版と同様に、人気の低下を示しているが、リベラル・アーツの基本的な入門書としての地位を保った 。A. Dick (Teubner, 1925)が長い間本書の標準的な版となっていたが、J. WillisがTeubnerで1980年代に新しい版を作製した。
数学に焦点を当てた現代の入門書として、ウィリアム・ハリス・スタール、リチャード・ジョンソン、E・L・バージの『Martianus Capella and the Seven Liberal Arts, Vol. 1: The Quadrivium of Martianus Capella: Latin Traditions in the Mathematical Sciences, 50 B.C.–A.D. 1250』(1971年)がある。